# Gentiana spathacea
La Flor del hielo o Gentiana spathacea es una especie de planta fanerógama, perteneciente a la familia de las gencianáceas.  

## Descripción
Es una hierba erguida que alcanza un tamaño de 40 cm a 1 m de altura. Las hojas son ovaladas y puntiagudas, pegadas al tallo. Las flores son azules o azul morado, de 2 a 2.5 cm de largo y son como campanitas; con frecuencia nacen solitarias o pueden estar agrupadas en conjuntos terminales de las ramas. Los frutos son cápsulas algo aplastadas y tienen muchas semillas con alas.

## Distribución y hábitat
Originaria de México, están presente en clima templado a los 2000 metros,  asociada a terrenos de cultivo, pastizal, bosques de encino y de pino.

## Propiedades
El principal uso medicinal que recibe esta planta es para resolver problemas respiratorios. Contra la bronquitis, se emplea la raíz macerada con alcohol, se pone sobre el pecho del niño las veces que sean necesarias, haciendo solamente una aplicación por noche. Para la tos se utilizan las ramas hervidas junto con cáscara de chirimoya china (Annona sp.), hierba de la víbora (Dalea minutifolia), flor de bugambilia (sp. n/r), lechuguilla (Agave lecheguilla) y flor de trompetilla (Bouvardia ternifolia); esta cocción se toma en ayunas. Para la alferecía (niños con síntomas de amarillamiento de la piel y con sueño, parasitados y anémicos), así como para el hipo, se hace una cocción de la raíz de la cual se toma una taza durante 5 días.

## Taxonomía
Gentiana spathacea fue descrita por  Carl Sigismund Kunth y publicado en Nova Genera et Species Plantarum (quarto ed.) 3: 173. 1818[1819].
Etimología
Gentiana: Según Plinio el Viejo y Dioscórides, su nombre deriva del de Gentio, rey de Iliria en el siglo II a. C., a quien se atribuía el descubrimiento del valor curativo de la Gentiana lutea. El Banco de Albania ha recogido esta tradición: la Gentiana lutea está representada en el reverso del billete de 2000 lekë albaneses, emitido en 2008, en cuyo anverso figura el rey Gentio.
spathacea: epíteto latíno que significa "con espatas".
Sinonimia
- Coilantha mocinni D. Don ex G. Don
- Dasystephana spathacea (Kunth) Arthur
- Ericala spathacea G.Don
- Gentiana coerulea Moç. & Sessé
- Gentiana coerulea Sesse & Mocino ex G. Don
- Gentiana ovalis M.Martens & Galeotti
- Gentiana plicata Willd. ex Schult.
- Gentiana sessaei Griseb.
- Gentiana spathacea var. benthamii Griseb.
- Gentiana spathacea var. integra Kusn.
- Pneumonanthe spathacea (Kunth) Greene[7]